# Квартали Розенберґа
Квартали Розенберґа на Подолі — пізньорадянський архітектурний проєкт житлової забудови, результат конкурсу на забудову Подолу в Києві 1978 року. Автори: архітектори Київпроекту Віктор Розенберг, Віра Юдіна, Наталія Родічкіна, Сергій Захарченко, Олександр Цвях та ін. Роки проєктування: 1978-1986. Роки будівництва: 1983-1988. Забудова складається з 9 будинків між вулицями Хорива, Набережно-Хрещатицька, Волоська і Сковороди.

## Історія будівництва
У 1970-х роках відбувалося критичне пропрацювання плану Поділ — 1968. Після багаторічних дискусій між проєктантами й пам'яткозахисниками, у 1978 році було проведено конкурс на забудову двох ділянок: кварталів Е-8, Д-8, Д-7 (квартали Розенберґа) і прилеглих до нової гілки метро кварталів В-14, В-15, Б-14, Б-15 (тепер — 4квартали).
Проєктування забудови кварталів відбувалося на основі типових секцій, що відтворювали напрямленість старих вулиць Подолу до пожежі й перепланування 1812 року за планом Вільяма Гесте.
У результаті було обрано варіант з більш нетиповими елементами паралельно до нової квартальної сітки й реалізовано без включення дитячого садочку. Автором прибудови до школи № 124 на вулиці Волоській виступив інший архітектор Київпроекту — Олександр Комаровський.

## Архітектура

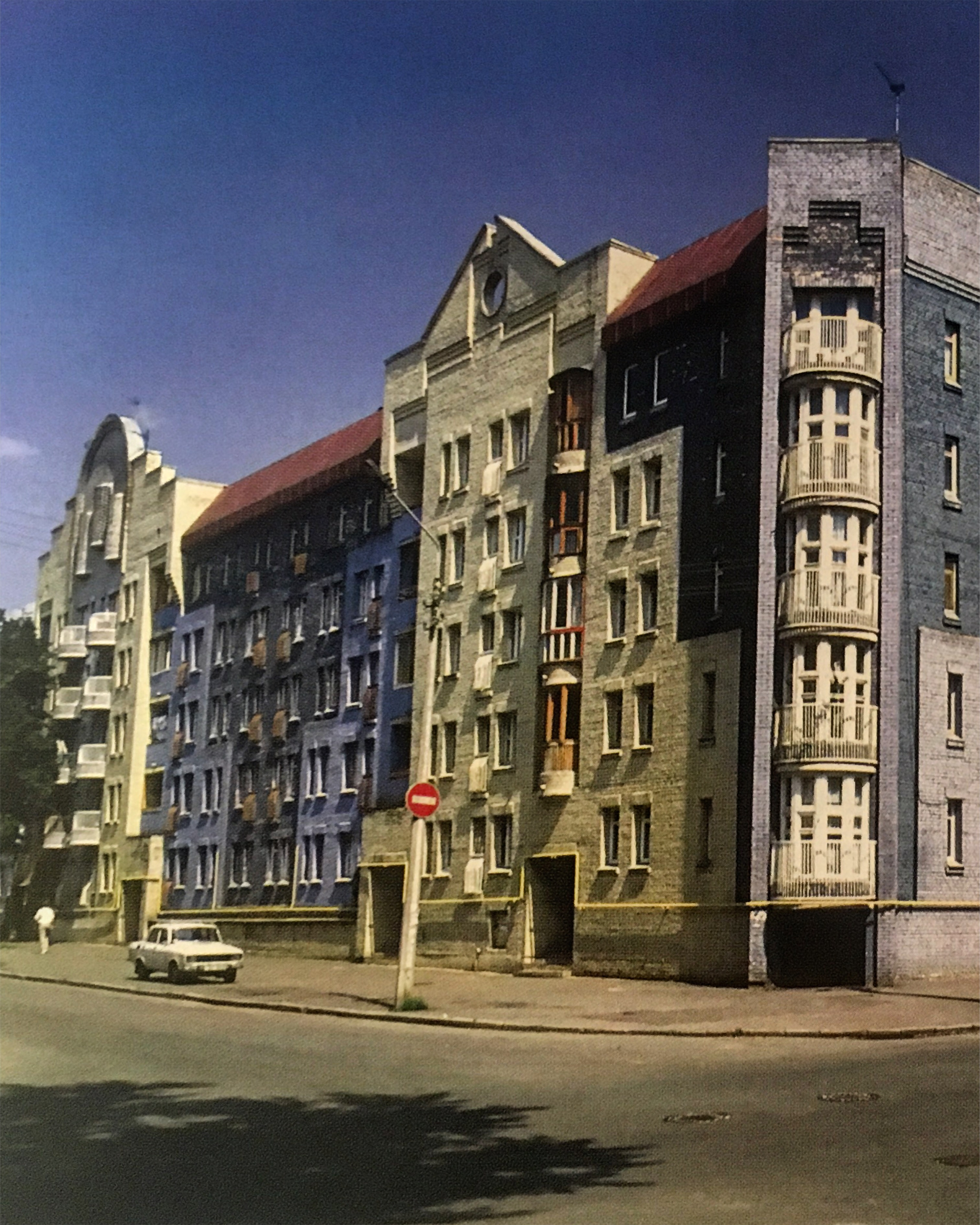
Вид на нову забудову по вул. Хорива

### Загальна композиція

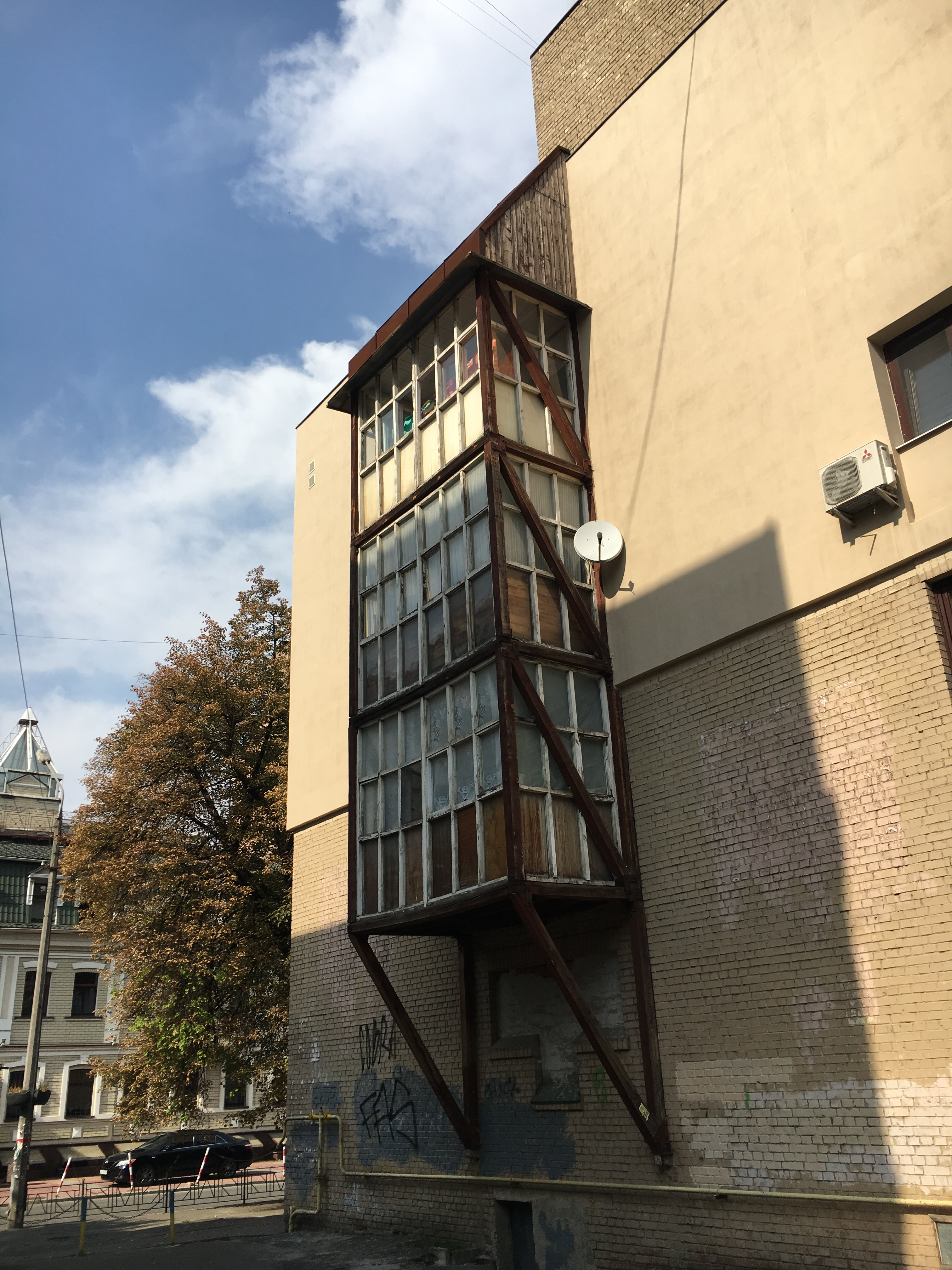
Балкони у стилі подільських дворів ХІХ століття

Квартали збудовані відповідно до червоних ліній забудови вулиць. Висотність будинків — від 3 до 5 поверхів. В проєкті не передбачене комерційне або публічне використання перших поверхів, майже всі вони розроблені як житлові.

### Двори
Двори заплановані і реалізовані як місця відпочинку мешканців, вільні від проїзду автомобілів. Облаштовано простори для дозвілля дітей, дорослих і людей похилого віку. Двори зроблено відкритими і наскрізними, для забезпечення вільного руху пішоходів.

### Матеріали
Квартали збудовані здебільшого із цегли з використанням готових бетонних конструкцій у балках і перемичка, сходах, перекриттях і фундаментах. Скатні дахи і дерев'яні балкони були обрані як засоби інтеграції нової забудови у старе середовище. У благоустрої використано звичайні типові матеріали, спеціально розроблені світильники. На перших поверхах спеціально облаштовано зелені тераси для жителів.

### Кольорове рішення
Кольорове рішення базоване на потребах захистити низькоякісну цеглу від зовнішніх впливів, надати кварталам унікального вигляду у порівнянні з модерністською забудовою, відповісти на необхідність інтеґрувати нові будівлі в старий контекст (На Подолі і в Києві у кінці XIX і на поч ХХст. жителі фарбували будинки, якщо не мали грошей на тинькування).

### Фасади
У фасадах будинків використано еркери, фронтони і виступи, що утворюють живописне і різноманітне середовище. Індивідуальне обличчя кожного будинку забезпечує впізнаваність і унікальність цієї забудови поміж інших споруд Подолу.